# Prison Hotel
Prison Hotel (プリズンホテル?, Purizun hoteru) è una serie televisiva giapponese del 2017.

## Trama
Kazuma Hanazawa crede di avere ricevuto una promozione per l'ottimo lavoro che aveva svolto come direttore in un precedente albergo, salvo scoprire di essere stato trasferito in un hotel in cui lavorano e soggiornano esclusivamente yakuza costretti a nascondersi o che non sono benvoluti dagli altri alberghi. Data la sua morale integerrima, Kazuma si ritrova a disagio nel suo nuovo ambiente, ma decide in ogni caso di affrontare la sfida in quello che a tutti gli effetti è un "albergo-prigione".